# Otidea apophysata
Otidea apophysata är en svampart som först beskrevs av Cooke & W. Phillips, och fick sitt nu gällande namn av Pier Andrea Saccardo 1889. Otidea apophysata ingår i släktet Otidea och familjen Pyronemataceae.   Inga underarter finns listade i Catalogue of Life.